# Max Maurenbrecher

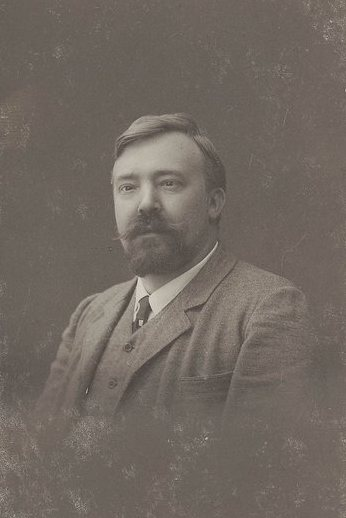
Max Maurenbrecher

Max Heinrich Maurenbrecher (* 17. Juli 1874 in Königsberg; † 30. April 1930 in Osthausen) war ein deutscher evangelisch-reformierter Theologe und Pfarrer sowie politischer Publizist und Politiker (NSV, SPD, DVLP und DNVP).

## Leben
Maurenbrecher entstammt dem alten Düsseldorfer Postmeistergeschlecht der Maurenbrecher. Er war der jüngste Sohn des Historikers Wilhelm Maurenbrecher und seiner Frau Mary. Seine Brüder waren der Altphilologe Berthold Maurenbrecher und die Schauspieler Wilhelm und Otto Maurenbrecher. Ein Onkel zweiten Grades – Cousin seines Vaters – war der linksliberale Politiker Eugen Richter.
Maurenbrecher lernte bis 1892 an der humanistischen Thomasschule zu Leipzig. Danach studierte er Evangelische Theologie an den Universitäten Tübingen, Berlin und Leipzig. Nachdem er 1898 das Zweite Theologische Examen abgelegt hatte, studierte er in Leipzig Volkswirtschaftslehre, Philosophie und Geschichtswissenschaft. Zu seinen Lehrern gehörten Karl Bücher, Wilhelm Wundt und Karl Lamprecht. 1898 wurde er mit der Dissertation Thomas' Stellung zum Wirtschaftsleben seiner Zeit zum Dr. phil. promoviert. Er war Mitglied des Vereins Deutscher Studenten Leipzig (VDSt) und unterhielt Kontakte zu Friedrich Naumann.
Er wurde 1898 zunächst Religionslehrer am Zwickauer Realgymnasium. 1906 trat er aus der evangelischen Kirche aus und wurde 1909 Prediger der freireligiösen Gemeinde in Nürnberg und von 1911 bis 1916 in Mannheim. 1917 trat er wieder in die evangelische Kirche ein und wurde 1919 Pfarrer der evangelisch-reformierten Gemeinde in Dresden. Nach 1924 war er Pfarrer in Mengersgereuth-Hämmern, seit 1929 in Osthausen.
Maurenbrecher war seit 1899 Mitglied des Nationalsozialen Vereins um Friedrich Naumann. Er wurde in der Folge dessen Parteisekretär und Schriftleiter der wöchentlich erscheinenden Vereinsschrift Die Hilfe. Nach der Auflösung des Vereins trat Maurenbrecher 1903 der Sozialdemokratischen Partei bei und folgte damit Paul Göhre, der diesen Schritt bereits drei Jahre zuvor vollzogen hatte. Er organisierte die „Lauensteiner Tagungen“ von Eugen Diederichs. Am 17. Juli 1913 trat er aus der SPD aus und trat 1917 in die Deutsche Vaterlandspartei sowie in den Alldeutschen Verband ein. 1920/21 war er kurzzeitig Mitglied des Sächsischen Landtags für die Deutschnationale Volkspartei. Von 1921 bis 1924 war er Schriftleiter der dem Alldeutschen Verband nahestehenden Deutschen Zeitung. 
Maurenbrecher setzte sich früh mit Adolf Hitler auseinander und traf mit ihm zusammen. Im Mai 1921 notierte Maurenbrecher die Selbsteinschätzung Hitlers: „Er sei wohl der Agitator, der Massen zu sammeln verstehe. Aber er sei nicht der Baumeister, der Plan und Aufriß des neuen Gebäudes bildhaft klar vor seinen Augen sieht und mit ruhiger Festigkeit in schöpferischer Arbeit einen Stein auf den anderen zu legen vermag. Er brauche den Größeren, an dessen Befehl er sich anlehnen dürfe.“ 1923 warf er Hitler vor, er habe nicht nur das Augenmaß verloren, sondern sei dem „Teufel der Primadonneneitelkeit“ zum Opfer gefallen.

## Publizistische Tätigkeit
In seinen Publikationen warb Maurenbrecher für einen Sozialismus über die arbeitenden Schichten der Bevölkerung hinaus. Er versuchte, soziales, christliches und nationales Gedankengut zu verknüpfen und gilt als einer der Wegbereiter völkischen Gedankenguts und als Vertreter der nationalsozialistischen Ideologie der Deutschen Christen. In seinen Schriften vertrat er dezidiert antisemitische Positionen. Er wurde wesentlich von Friedrich Nietzsche beeinflusst.

## Schriften
- Thomas’ Stellung zum Wirtschaftsleben seiner Zeit. Leipzig 1898 (Dissertation).
- Die Gebildeten und die Sozialdemokratie. Ein erweiterter Vortrag. Leipzig 1904.
- Die Hohenzollern-Legende. Kulturbilder aus der preußischen Geschichte vom 12. bis zum 20. Jahrhundert. Berlin 1905.
- Biblische Geschichten. Beiträge zum geschichtlichen Verständnis der Religion. Berlin 1910.
- Von Nazareth nach Golgotha. Untersuchungen über die weltgeschichtlichen Zusammenhänge des Urchristentums. Berlin 1909.
- Der Sozialismus als eine neue Stufe der Religion. In: Religion und Sozialismus, Sieben Vorträge, gehalten beim 5. Weltkongress für Freies Christentum und Religiösen Fortschritt, hrsg. von W. Schneemelcher, Berlin 1910
- Das Leid. Eine Auseinandersetzung mit der Religion. Jena 1912.
- Goethe und die Juden. München 1921; Nachdruck Bremen 2006, ISBN 3-9807552-0-7.
- Der Heiland der Deutschen. Der Weg der Volkstum schaffenden Kirche. Göttingen 1930.